# Ana Joselina Fortín
Ana Joselina Fortin Pineda  (2 de febrero de 1972) es una nadadora y política hondureña. Compitió en los Juegos Olímpicos de Seúl de 1988 y los de Barcelona en 1992. También en los IV Juegos Centroamericanos y del Caribe. Se retiró a los 21 años debido a diferencias con su entrenador, volviendo a competir 18 años después en 2011. Participó en el Campeonato Mundial de Natación de 2015 y en el de 2017.
Fortín comenzó a nadar a los 7 años por iniciativa de su padre. Durante su retiro estudió administración de empresas, se casó y tuvo 3 hijas, quienes también practican la natación.

## Incursión en política
En las elecciones de 2013, Fortín fue elegida diputada por el recién creado Partido Anticorrupción (PAC) para el periodo 2014-2018. Sin embargo, el no seguir la decisión de su partido durante la elección de la Corte Suprema de Justicia, le generó críticas de miembros de su bancada y del entonces presidente del PAC, Salvador Nasralla; así como un ataque de vandalismo a las instalaciones de su gimnasio en Tegucigalpa. Finalmente, en septiembre de 2016 renunció a la bancada del PAC por disconformidades con esa institución política, y también querelló a la esposa de Nasralla, Iroshka Elvir, por difamación. Fortín volvió a participar como candidata a diputada en las elecciones generales de 2017, esta vez por el Partido Nacional de Honduras.